# Gagea alexejana
Gagea alexejana là một loài thực vật có hoa trong họ Liliaceae. Loài này được Kamelin ex Levichev mô tả khoa học đầu tiên năm 2001.